# Apochrysa retivenosa
Apochrysa retivenosa är en insektsart som först beskrevs av Shaun L. Winterton 1995.  Apochrysa retivenosa ingår i släktet Apochrysa och familjen guldögonsländor. Inga underarter finns listade i Catalogue of Life.